# معهد سان فولخينثيو اللاهوتي
معهد سان فولخينثيو اللاهوتي الكبير السابق يقع في الحي القديم في مدينة مورسيا(منطقة مورسيا،إسبانيا)، في محيط كاتدرائية سانتا ماريا. كانت واحدة من المؤسسات التعليمية الرئيسية في المدينة وفي مملكة مورسيا السابقة. تأسس في عام ١٥٩٢ على يد الأسقف سانشو دافيلا توليدو، ولا تزال تعمل اليوم كإكليريكية رئيسية لأبرشية قرطاجنة، على الرغم من ذلك كان في موقع مختلف.
المبني الذي كان يضمه تاريخيًا، والذي بُني في القرن الثامن عشر، وهو حاليًا المقر الرئيسي للمدرسة العليا للفنون الدرامية و والرقص في مورسيا.
التاريخ
تأسس اليوم التاسع عشر من شهر أغسطس عام ١٥٩٢، من قبل أسقف أبرشية قرطاجنة، سانشو دافيلا توليدو، بناءً على توصيات مجمع ترينت. وجاءت الموافقة النهائية من جانب الكرسي الرسولي في اليوم السابع من شهر يناير عام ١٦١٤، على تدريس النحو والبلاغة واللاهوت والأخلاق، و أصبحوا أحد مراكز التعليم العالي الرائدة في مدينة مورسيا، مع الكلية اليسوعية في سات استيبان(تأسست عام ١٥٥٥) و كلية الدومينيكان التي تعود أصولها إلى القرون الوسطي.
كان من أبرز المدرسين في المركز هو الكاتب المورسي سالفادور خاسينتو بولو دي ميدنا، الذي أصبح عميدًا له في القرن السابع عشر، وخريجها فرانسيسكو كاسكاليس، أحد أكثر الاصوات الإنسانية موثوقية في عصره.
خلال السنوات الأولي من وجود تلك المؤسسة، كانت مشاكل التمويل هي السمة الغالبة، حتي وصول بداية القرن الثامن عشر، سمحت الإصلاحات التي أدخلتها الكاردينال بيلوغا في الأبرشية بأداء أفضل. في عام ١٧٤١، رتب الكاردينال لإنشاء كرسيين على نفقته الخاصة، أحدهما للقانون المدني والآخر للقانون الكنسي، فحقق غلبة التعليم القانوني في المركز.
جاءت روعة مدرسة سان فولغينسيو الإكليريكية مع الأسقفيين دييغو روخاس و كونتريراس و مانويل روبين سيليس، خلال فقرة أسقفية الأول (١٧٥٣-١٧٧٢)، و انتهي تشييد المباني الحالي بفضل تدخل المهندسين المعماريين الذين كانوا يعملون في بناء القصر الأسقفي مثل بيدرو باجان. وفي الثانية(١٧٧٣-١٧٨٤) مستفيدين من روعة الثقافية المذهلة التي كانت تعيشها مدينة مرئية في ذلك الوقت، و تم تحويل مدرسة سان فولغينسيو الإكليريكية إلى جامعة عن طريق منحها الكراسي وإصلاح المناهج وتحسينها، و زيادة عدد الطلاب و ذلك أساسي، و الحصول من الدولة منح الشهادات العليا على أساس عدم وجود جامعة في مملكة مدرسية وبالتالي فتحها للعثمانيين، أيضًا تلقت الجامعة دعم رجل الدولة المورسي كونت فلوريدابلانكا، الذي كانت دراسته قبل الجامعية في نفس المكان.
و هكذا أصبح سان فولغينسيو تقريبا البؤرة الوحيدة لانتشار الثقافة الإصلاحية و الليبرالية في المنطقة. ومنه خرجت الأجيال الأولي من المورسكيين الذين تعلموا بروح التنوير، و احيانًا بروح ثورية، والذين كان مقدرًا لهم أن يلعبوا دورًا سياسيًا مهمًا خلال القرن التالي. في نهاية القرن الثامن عشر، أصبح دييغو أستاذً للفلسفة في المدرسة الإكليريكية أحد أفضل تلاميذه، الكاتب والسياسي الليبرالي(الذي أصبح وزيرًا و رئيسًا للكورتيس.. المحاكم خلال فترة الثلاثينيات الليبرالية).
توقف المبني المحفوظ حاليًا عن ضم الفصول الدراسية الإكليريكية الكبري في السبعينات، وانتقلت الإكليريكية الأبرشية آنذاك إلى الإكليريكية الصغري في سان خوسيه، والتي تضم اليوم الإكليريكيات الكبري والصغري لأبرشية قرطاجنة.
بدأوا في المبني القديم في استضافة المدرسة العليا للفنون الدرامية و المتحفظ العالي للرقص بدءًا من ١٩٨٢. وقد خضع ل لعملية تجديد كبيرة في أوائل التسعينيات.
العمارة
يقع هذا المبني بين ساحة بيلوغا وشارع ابوستليس، يشكل مجمعًا معماريًا بروكيًا كبيرًا مع مباني الكلية السابقة سان إسيدورو للمعلمين، السجن الكنسي والقصر الأسقفي في مورسيا(الذي بناؤه كان متزامنًا تقريبا) مقابل كاتدرائية سانتا ماريا.
بعد الإصلاح الداخلي العميق الذي تم إجراؤه في عام ١٩٩٣ لإيواء المرافق الجديدة للمدرسة العليا للفنون الدرامية والرقص، و تم الحفاظ على الواجهات والممر الرئيسي والمدخل والكنيسة القديمة من هيكلها الأصلي. 
و تتميز الواجهة الرئيسية بالاستخدام النموذجي للمواد والهيكل الذي سبق أن شوهد في مبانٍ أخرى في المدينة، مثل قصر الأسقفية المذكور بالأعلى، ومن المستجدات في الواجهة نجد مزيج من الألوان التي تُستخدم في القص، وهو شيء نموذجي من الطراز الباروكي المورسيكي.
تمتد الواجهة المصنوعة من الحجر، على طول ثلاثة كم أقسام الواجهة وهي منظمة في ثلاثة مستويات متناقصة العرض، وترتفع شرفة تحيط بها نبالة مدينة مورسيا والأسقف سانشو دافيلا و حلي متراكبة تتصل مع الإديكول الذي يتوجها قوس منحني وأصول جانبية فوق مدخل مقوس نصف دائري بأعمدة دوريك ، يحتوي المشكاة على صورة سان فولغينسيو ، تظهر الملامح الأقل زخرفة والأكثر حدة للواطهة الانتقال بين الباروكية والكلاسيكية الجديدة.
تقع واجهته الخلفية في ممر تينينتي فلوميستا المحاذي لنهر سيغورا، ويُستخدم الطوب المكشوف كعنصر بناء، بنفس الطريقة التي استخدمها مبني الدراسات الدينية المجاور، كلاهما لديهم واجهة خلفية متشابهة في هذه المنطقة مع قمسين، يتكون القسم السفلي من قوس نصف دائري بين أعمدة ذات تيجان مكسورة وتيجان منحنية تتوج نافذة مركزية تحمل شعارات النبالة على كلا الجانبين.